# Список умерших в 605 году

## Июнь
- 25 июня — Дамиан, монофизитский патриарх Александрийский.

## Дата смерти неизвестна или требует уточнения
- Авнарий, епископ Осера, католический святой.
- Александр Траллийский, греческий врач.
- Брандуб мак Эхах, король Уи Хеннселайг и король Лейнстера.
- Ингенвин из Сабионы, святой епископ Сабионы.
- Константина, византийская императрица, супруга императора Маврикия.
- Протадий, майордом Бургундии (605).